# Apostadero Naval Buenos Aires
El Apostadero Naval Buenos Aires (ANBA) es un apostadero naval de la Armada Argentina cuyo propósito es brindar apoyo logístico a los buques de la marina de guerra, como también de la marina mercante nacional, y las extranjeras que visitan el país. Se encuentra junto al antiguo Hotel de Inmigrantes —hoy Museo de la Inmigración—, y forma parte de un complejo concebido a fines del siglo XIX cuyo objetivo era recibir a los barcos de inmigrantes europeos que llegaban a la Argentina en la zona portuaria de Buenos Aires.
Por otra parte, la base sirve de apostadero permanente de diversos buques de la marina de guerra, aquellos pertenecientes a la escuadrilla fluvial. Asimismo, desde 2020 es usado como apostadero del ARA Almirante Irízar, que desde entonces se prepara allí para cada campaña antártica. Por otra parte, alberga instituciones dedicadas a carreras marítimas.

## Historia
El apostadero nació a finales del siglo XIX, comenzando como la primera base de la marina de guerra, de sus talleres, como también sede de algunas de sus oficinas. El crecimiento y afianzamiento de la Armada Argentina, como también la llegada masiva de inmigrantes europeos motivaron el traslado de gran parte de las operaciones militares a otras instalaciones, como en la ciudad de Tigre, y el muelle se adaptó para la recepción de buques de inmigrantes, función que cumplió entre 1907 y 1960.
Para 1961 distintas zonas del puerto fueron asignadas definitivamente a la Armada, mientras que otras fueron entregadas a la Administración General de Puertos, mientras que otros edificios pasaron a formar parte de la Dirección Nacional de Migraciones. Los talleres fueron mudados a otros sitios gracias a la creación de Tandanor.
En 1999, el presidente Carlos Menem declaró el conjunto de edificios del apostadero y del antiguo hotel como Monumentos Históricos Nacionales, junto con otros lugares representativos de las corrientes migratorias en Argentina. En su decreto consideró que el conjunto de construcciones del apostadero se mantenía casi sin grandes cambios desde 1907.
Desde 2012 en sus instalaciones, que eran parte del antiguo muelle de inmigrantes, se alberga la Escuela de Ciencias del Mar, institución destinada a formar profesionales como oceanografía, hidrografía, entre otras relativas al mar.
El apostadero es asiento permanente del patrullero ARA King, de los buques multipropósito ARA Ciudad de Zárate y ARA Ciudad de Rosario, como también de la lancha patrullera ARA Río Santiago. Todos estos buques forman parte de la escuadrilla de ríos de la Armada Argentina. Desde el 2020 también el ARA Almirante Irízar prepara sus campañas antárticas en el apostadero, como también históricamente la fragata ARA Libertad se aprovisiona antes de cada viaje de instrucción, además de ofrecer visitas al público en general.
Además de la fragata Libertad, el apostadero suele ser el lugar de amarre de distintos buques escuela que visitan el puerto de Buenos Aires, entre los que se nombran el español Juan Sebastián Elcano, el chileno Esmeralda, el italiano Amerigo Vespucci, entre otros.